# Диренийдиспрозий
Диренийдиспрозий — бинарное неорганическое соединение, интерметаллид
рения и диспрозия
с формулой DyRe2,
кристаллы.

## Получение
- Сплавление стехиометрических количеств чистых веществ в инертной атмосфере:

{\displaystyle {\mathsf {2Re+Dy\ {\xrightarrow {T}}\ DyRe_{2}}}}

## Физические свойства
Диренийдиспрозий образует кристаллы
гексагональной сингонии,
пространственная группа P 63/mmc,
параметры ячейки a = 0,5391 нм, c = 0,8804 нм, Z = 4,
структура типа дицинкмагния MgZn2 (фаза Лавеса)
.